# Ібрагім Каш
Ібрагім Каш (тур. İbrahim Kaş, нар. 20 вересня 1986, Карабюк) — турецький футболіст, що грав на позиції центрального захисника за низку турецьких клубних команд та національну збірну Туреччини.

## Клубна кар'єра
У дорослому футболі дебютував у сезоні 2004/05 виступами за «Бешикташ», звідки на наступний сезон був відданий для здобуття досвіду в оренду до друголігового «Коджаеліспора». Повернувшись з оренди, залишався резервним гравцем і лише в сезоні 2007/08 з певною періодичністю з'являвся на полі у складі «Бешикташа».
2008 року перейшов до одного з аутсайдерів іспанської Ла-Ліги «Хетафе». Пробитися до основного склади цієї команди не вдалося і за рік захисник на умовах оренди повернувся до «Бешикташа», а 2011 року остаточно повернувся на батьківщину.
Уклавши контракт із «Бурсаспором», був невдовзі орендований клубом «Мерсін Ідманюрду», після чого у 2012–2014 роках провів по сезону за «Ордуспор» і «Елязигспор».
Протягом 2014–2015 років грав у другому дивізіоні за «Газіантеп ББ», після чого приєднався до «Каршияки», з якою 2016 року вибув до третього турецького дивізіону. Завершував ігрову кар'єру виступами на тому ж рівні за «Кастамонуспор», «Сілівріспор» та «Еюпспор».

## Виступи за збірну
2007 року дебютував в офіційних матчах у складі національної збірної Туреччини.
Загалом протягом трирічної кар'єри в національній команді провів у її формі 7 матчів.

## Титули і досягнення
- Володар Кубка Туреччини (1):

«Бешикташ»: 2006-2007
- Володар Суперкубка Туреччини (1):

«Бешикташ»: 2006